# Переулок Коты
Переулок Коты (до 2023 года — переулок Громовой) (укр. Провулок Коти) — переулок в Новозаводском районе города Чернигова, исторически сложившаяся местность (район) Коты. Пролегает от улицы Коты (Громовой) до улицы Литовская.
Нет примыкающих улиц.

## История
До 1974 года переулок назывался по названию улицы Терешковой — в честь Героя Советского Союза, первой в мире женщины-космонавта Валентины Владимировны Терешковой. Переименован, когда село Коты (его часть) вошло в состав города Чернигова, для упорядочивания названий улиц и переулков.
10 апреля 1974 года переулок получил название по новому названию улицы Громовой — в честь Героя Советского Союза, члена подпольной организации «Молодая гвардия» Ульяны Матвеевны Громовой, согласно Решению Черниговского исполнительного комитета № 225.
С целью проведения политики очищения городского пространства от топонимов, которые возвеличивают, увековечивают, пропагандируют или символизируют Российскую Федерацию и Республику Беларусь, 21 февраля 2023 года переулок получил современное название — в честь исторически сложившаяся местности  Коты, где переулок расположена, согласно Решению Черниговского городского совета № 29/VIII-7 «Про переименование улиц в городе Чернигове» («Про перейменування вулиць у місті Чернігові»).

## Застройка
Переулок пролегает в юго-восточном направлении. Парная и непарная стороны улицы заняты усадебной застройкой. 
Учреждения: нет